# David Johansson (kemist)
Karl David Efraim Johansson, född 1 augusti 1892 i Stockholm, död 30 mars 1943 på Karolinska sjukhuset i Solna, var en svensk kemist.
David Johansson var son till boktryckerifaktorn Karl Johan Johansson. Efter studentexamen i Stockholm 1910 studerade han vid Stockholms högskola, där han blev filosofie magister 1915 och filosofie licentiat 1917 och tjänstgjorde som amanuens i organisk kemi 1917. Johansson var kemist vid AB Cellulosa i Stockholm 1917–1925, överlärare för teoretisk undervisning vid Stockholms stads yrkesskolor 1925–1928 och laboratoriechef vid Kramfors AB 1928–1931. 1931 blev han chefskemist vid Svenska Cellulosa AB:s då nyinrättade centrallaboratorium i Östrand utanför Sundsvall, och 1935 utsågs han till laboratoriets chef. Han tillhörde styrelsen för Härnösands kemiska station 1929–1932 och styrelsen för centrallaboratoriet från 1937. Inom sitt ämnesområde, träkemin och cellulosatekniken, utgav Johansson arbeten, uppmärksammade även utomlands, i analytiska frågor samt rörande den kemiska driftskontrollen vid sulfit- och sulfatcellulosafabrikation. I ett flertal avhandlingar behandlade han därutöver bland annat utnyttjandet av avfallsslutar, tillverkningen av sulfit- och sulfatcellulosa, sulfitsprid och fodercellulosa samt den betydelse vedens beskaffenhet hade för cellulosans kvalitet. Johansson blev ledamot av Ingenjörsvetenskapsakademien 1941.